# Rosie Huntington-Whiteley
Rosie Alice Huntington-Whiteley (Sinh ngày 18 tháng 4 năm 1987) là một người mẫu, diễn viên người Anh. Cô được biết đến như là một thiên thần nội y của hãng đồ lót nổi tiếng Victoria's Secret và là người thay thế Megan Fox trong phần 3 Transformers: Dark of the Moon.

## Thời thơ ấu
Huntington-Whiteley được sinh ra ở bệnh viện Freedom Fields tại Plymouth, Devon, Anh, mẹ cô là Fiona một giáo viên dạy thể dục còn bố là Charles Huntington-Whiteley. Cô có hai người em là Toby và Florence, cụ ông của cô là chính trị gia Sir Herbert Huntington-Whiteley, một nam tước, còn cụ bà của cô là một người Do Thái Ba Lan di cư đến Anh vào những năm 1870. Tuy được sinh ra ở Plymouth nhưng Huntington-Whiteley lại lớn lên ở Tavistock, Devon. Trong những năm học phổ thông của mình, cô luôn bị bạn bè trêu chọc về đôi môi của mình, cô thường bị bạn bè gọi là "môi cá trích", nhưng sau này chính đôi môi ấy lại làm cho Rosie nổi tiếng. Khi được mời đến Mỹ để chụp hình, Rosie đã rất bất ngờ, cô không nghĩ mình có thế làm được nghề người mẫu.

## Sự nghiệp

### Victoria's Secret và sự nghiệp người mẫu (2006 - Nay)
Vào năm 2006, Rosie được hãng đồ lót nổi tiếng thế giới Victoria's Secret mời làm người mẫu, trong năm này cô cũng đã xuất hiện trong show diễn của hãng ở Los Angeles.
Sự nghiệp người mẫu của cô tiếp tục phát triển, năm 2008 cô được hãng Burberry chọn làm người mẫu quảng cáo cùng với nam diễn viên Sam Riley thay thế cho Agyness Deyn. Vào tháng 11 năm 2008, cô lần đầu xuất hiện trên bìa tạp chí Vogue Anh. Năm 2009, cô nhận được giải người mẫu của năm doElle Style Award trao. Cùng năm này, Roise chính thức trở thành thiên thần của Victoria's Secret và tiếp tục trình diễn cho hãng này vào năm 2009 tại New York.
Năm 2010 cô cũng xuất hiện trong bộ lịch Pirelli do Terry Richardson làm đạo diễn, cô cũng bắt đầu trình diễn cho Prada, Giles Deacon và Louis Vuitton vào mùa Thu/Đông 2010, tiếp tục trình diễn cho VS.
Năm 2011 đánh đấu sự thành công của cô trong lĩnh vực thời trang khi cô được Maxim bình chọn là người phụ nữ gợi cảm nhất thế giới, Model.com cũng xếp cô vào trong top 25 người mẫu gợi cảm. Cô cũng lên bìa nhiều tạp chí trong năm này.

### Sự nghiệp diễn xuất (2011 - Nay)
Vào tháng 5 năm 2010 Huntington-Whitele được chọn để thay thế Megan Fox trong bộ phim Transformers: Dark of the Moon, một phần của series phim Transformers do Michael Bay làm đạo diễn. Tháng 7 năm 2011, khi bộ phim được công chiếu trên toàn thế giới. Tuy doanh thu của bộ phim rất thành công, nhưng diễn xuất của người mẫu gợi cảm này bị khán giả chê và so sánh với nữ diễn viên Megan Fox.

## Cuộc sống cá nhân
Huntington-Whiteley từng hẹn hò với Tyrone Wood con trai của nhạc sĩ Ronnie Wood từ tháng 8 - 2007 đến tháng 10 - 2009, sau đó cô hẹn hò với nam diễn viên Pháp Olivier Martinez nhưng mối quan hệ này đã kết thúc vào đầu năm 2010.. Hiện nay cô đang hẹn hò với nam diễn viên Anh Jason Statham.
Cô có căn hộ ở New York và London, ngoài ra cô cho biết cô là người thích nghe nhạc của The Rolling Stones, The Beatles, Fleetwood Mac và Gregory Isaacs.

## Sự nghiệp điện ảnh
| Year | Title                          | Role                  |
| ---- | ------------------------------ | --------------------- |
| 2011 | Transformers: Dark of the Moon | Carly Spencer         |
| 2015 | Mad Max: Fury Road             | The Splendid Angharad |

## Chú giải
1. 1 2 3 4 5 6  "Rosie Huntington-Whiteley Profile". Models 1. Profile Bản gốc lưu trữ ngày 12 tháng 5 năm 2011. Truy cập ngày 27 tháng 5 năm 2009. {{Chú thích web}}: Kiểm tra giá trị |url= (trợ giúp)
2. ↑  Profile Model 1 web site, accessed ngày 4 tháng 5 năm 2011
3. 1 2  Mills, Simon (ngày 25 tháng 5 năm 2011). "When GQ met Rosie". GQ. Bản gốc lưu trữ ngày 27 tháng 5 năm 2011. Truy cập ngày 8 tháng 6 năm 2011.
4. 1 2  "Model Rosie Huntington-Whiteley To Replace Megan Fox In". MTV. ngày 26 tháng 5 năm 2010. Bản gốc lưu trữ ngày 27 tháng 5 năm 2010. Truy cập ngày 26 tháng 5 năm 2010.
5. ↑  Joseph, Claudia; Trump, Simon. Did Rosie Huntington-Whiteley get her looks from Royalty? No, a bootmaker called Stump, Daily Mail, ngày 16 tháng 1 năm 2010. Truy cập ngày 26 tháng 5 năm 2010.
6. ↑  ""Bạn bè gọi tôi là môi cá trích"". Báo điện tử Dân Trí. ngày 30 tháng 5 năm 2011. Truy cập ngày 12 tháng 3 năm 2015.
7. 1 2 3 4 5  Milligan, Lauren (ngày 17 tháng 5 năm 2010). "Rosie Huntington-Whiteley". Vogue UK. Bản gốc lưu trữ ngày 1 tháng 12 năm 2010. Truy cập ngày 30 tháng 4 năm 2011.
8. ↑  Lim, James (ngày 7 tháng 7 năm 2008). "Meet the New Girl: Rosie Huntington". New York Magazine. Truy cập ngày 30 tháng 4 năm 2011.
9. ↑  "Burberry's New Deyn-less Fall Ads". New York Magazine. ngày 27 tháng 6 năm 2008. Truy cập ngày 30 tháng 4 năm 2011.
10. ↑  Gilbert, Laurelle. The inside scoop from the Elle Style Awards 2009 Lưu trữ ngày 9 tháng 8 năm 2011 tại Wayback Machine, Elle UK, ngày 10 tháng 2 năm 2009. Truy cập ngày 26 tháng 5 năm 2010.
11. ↑  Ings-Chambers, Edwina (ngày 20 tháng 12 năm 2009). "Rosie Huntington-Whiteley: Let's get saucy". The Sunday Times. UK. Truy cập ngày 30 tháng 4 năm 2011.[liên kết hỏng]
12. ↑  "2011 Hot 100" Lưu trữ ngày 9 tháng 6 năm 2011 tại Wayback Machine ngày 3 tháng 5 năm 2011. Maxim
13. ↑  Nicholl, Katie. Rocker Ronnie Wood's boy no longer has that Rosie Huntington-Whiteley glow, Daily Mail, ngày 14 tháng 11 năm 2009. Truy cập ngày 26 tháng 5 năm 2010.
14. ↑  Kay, Nathan, "Kylie's ex and the double barrelled Victoria's Secret model", Daily Mail, ngày 3 tháng 1 năm 2010. Truy cập ngày 26 tháng 5 năm 2010.
15. ↑  "It must be love! Smitten Jason Statham takes Rosie Huntington-Whiteley to Cartier". Daily Mail. London. ngày 21 tháng 4 năm 2010.